# Aconaemys
Aconaemys is een geslacht van zoogdieren uit de familie van de schijnratten (Octodontidae). De wetenschappelijke naam van het geslacht werd in 1891 gepubliceerd door Florentino Ameghino.

## Soorten
Er worden 3 soorten in dit geslacht geplaatst:
- Aconaemys fuscus (Waterhouse, 1842) - Andesrotsrat
- Aconaemys porteri Thomas, 1917
- Aconaemys sagei Pearson, 1984